# Златка Русева
Златка Русева Русева е българска юристка и политик от Демократическата партия. Една от активните фигури в Съюза на демократичните сили (СДС) през 90-те години, тя заема постовете заместник-министър на правосъдието и заместник-председател на Демократическата партия.

## Биография
Златка Русева е родена на 9 юли 1954 г. в Хасково в семейството на военен и учителка, има по-малък брат. По бащина линия е свързана с БЗНС – Никола Петков, а по майчина – прадядо ѝ е член Демократическата партия.
Завършва Езиковата гимназия „Проф. д-р Асен Златаров“ в Хасково и право в Софийския университет „Климент Охридски“, а от 1979 г. работи като адвокат в Пловдив.
След легализирането на опозиционните партии при падането на тоталитарния комунистически режим в края на 1989 г. Златка Русева е сред учредителите на организацията на Демократическата партия в Пловдив, която е създадена на 7 януари 1990 г. в кино „Балкан (кино в Пловдив)“. Като представител на партията тя става член на Координационния съвет на СДС в Пловдив, а след това и на Националния координационен съвет на СДС.
През юни 1990 г. Русева става депутат в VII Велико народно събрание като представител на СДС от Пловдив. През декември 1990 г. е избрана за член на Централното бюро и за заместник-председател на Демократическата партия. През пролетта на 1991 г. се включва в гладната стачка на 39-та депутати от СДС, а в периода 1991 – 1994 г. е депутат в XXXVI Народно събрание, избрана отново като кандидат на СДС в Пловдив. През 1994 г. участва в „романтична среща на 39-та“, организирана в Благоевград като част от вътрешните борби в СДС срещу т.нар. „кинжали“ около Филип Димитров.
През 1996 г. Златка Русева е заместник-председател на Централната избирателна комисия за президентските избори. От 1997 до 2001 е заместник-министър на правосъдието в правителството на Иван Костов.
След смъртта на дългогодишния председател на Демократическата партия Стефан Савов през 2000 година Русева се кандидатира за поста, но губи избора срещу Александър Праматарски и не е включена в ръководството на партията. Малко по-късно се оттегля от активния политически живот и от 2001 до 2019 година е съдия във Върховния касационен съд.